# Perithemis parzefalli
Perithemis parzefalli är en trollsländeart som beskrevs av Hoffmann 1991. Perithemis parzefalli ingår i släktet Perithemis och familjen segeltrollsländor. IUCN kategoriserar arten globalt som livskraftig. Inga underarter finns listade i Catalogue of Life.